# Sigismund Friedrich Sultzberger
Sigismund Friedrich Sultzberger (* 26. November 1596 in Graz; † 26. Mai 1650 in Leipzig) war ein deutscher Jurist, Ratsherr und Baumeister.

## Leben und Wirken
Sultzberger stammte aus der Steiermark. Er studierte Rechtswissenschaften an den Universitäten Wittenberg und Leipzig und wurde Jurist. Als solcher erhielt er eine Bestallung als Protonotar am Kursächsischen Oberhofgericht. In Leipzig wurde er zunächst Ratsherr und später Ratsbaumeister. Der Amtmann Johann Siegmundt Sultzberger war sein Sohn.